# 閔台鎬
閔 台鎬（ミン・テホ、朝: 민태호、1834年 - 1884年10月18日）は、李氏朝鮮の政治家。本貫は驪興閔氏。閔奎鎬の兄、閔泳鎬の父。字は景平、号は杓庭、諡号は忠文公。

## 人物
閔致五の長男として生まれた。1870年に科挙の文科に及第し、同年に正三品に昇進し、兵曹参知となり、承政院承旨を経て、江原道春川府使、黄海道観察使、京畿観察使を歴任し、1874年従二品に昇進した。
閔升鎬が非業の死を遂げると、1874年に高宗は台鎬の長子・閔泳鎬をその養子とするように命じ、弟の閔奎鎬の説得もあり承諾した。1879年に戸曹参判、吏曹参判に就任し、正二品に昇進した後は、刑曹礼曹兵曹の各判書、議政府左賛成、摠戎使、御営大将、武衛都統使などの重職を歴任し、1882年には正一品に昇進した。
政策としては開化政策を進め、統理機務衙門堂上、統理機務衙門事を務め、1881年の辛巳斥邪上疎運動を鎮圧した。また娘が王世子嬪（のちの純明孝皇后）となり、外戚としての地位を確保した。1882年の壬午軍乱で同族の閔謙鎬が殺害されると、勢道政治の中心人物となり、宣恵庁堂上や督弁軍国事務の要職に就き、清との接近を図ったが、1884年に甲申事変で趙寧夏らとともに、独立派の金玉均らによって殺害された。
1907年に純宗が即位すると、皇后の父として驪恩府院君に追封された。能書家としても知られ、篆書、公文書、行書、草書、楷書に通じていた。